# Biomarcador
Un biomarcador, o marcador biològic, és en general una substància química usada com indicador d'un estat biològic. Té la característica que és objectivament mesurada i avaluada de processos biològics normals, de processos patogènics, o de respostes a fàrmacs administrats per una intervenció terapèutica. Es fa servir en molts camps científics.

## Medicina
En medicina, un biomarcador pot ser una substància amb traçabilitat introduïda dins un organisme. Per exemple un isòtop radioactiu del clorur de rubidi introduït al cos per avaluar la perfusió del miocardi També pot ser una substància per indicar la presència d'un anticòs que podria indicar una infecció.
Els biomarcadors bioquímics sovint es fan servir en anàlisi clíniques. Un biomarcador anomenat endofenotip es fa servir per trobar les causes de malalties com l'esquizofrènia.

## Biologia cel·lular
En biologia cel·lular, un biomarcador és una molècula que permet la detecció i aïllament d'un tipus particular de cèl·lula (per exemple la proteïna Oct-4 es fa servir com a biomarcador per identificar cèl·lules mare embrionals).
En genètica els biomarcadors es coneixen amb el nom de marcadors moleculars.

## Geologia i astrobiologia
Un biomarcador és qualsevol tipus de molècula que indiqui l'existència, passada o present, d'organismes vius. En els camps de la geologia i astrobiologia, els biomarcadors, en contra dels geomarcadors, també reben el nom de biosignatures. El terme marcador també es fa servir per descriure les implicacions biològiques de la generació del petroli.

## Avaluació de l'exposició
Un biomarcador també es pot usar per indicar l'exposició a diverses substàncies del medi ambient en epidemologia i toxicologia. En aquests casos els biomarcadors poden ser substàncies externes o una variant dels metabòlits 